# ژوپانیا
ژوپانیا (به کرواتی: Županja) شهری در ایالت ووکوار-سیرمیا کشور کرواسی است که جمعیت آن در سال ۲۰۱۱ میلادی ۱۶٬۶۹۶ نفر بوده‌است.